# Annona
Annona (wohl von Taíno Anón für die Cherimoya oder von Latein Annus = Jahr, jährlich) ist eine Pflanzengattung in der Familie der Annonengewächse (Annonaceae). Zu ihr gehören etwa 175 Arten in den Tropen und Subtropen. Einige dieser Arten sind als obstliefernde Bäume kommerziell bedeutsam, wie etwa die Cherimoya, die Stachelannone oder der Zimtapfel.

## Beschreibung

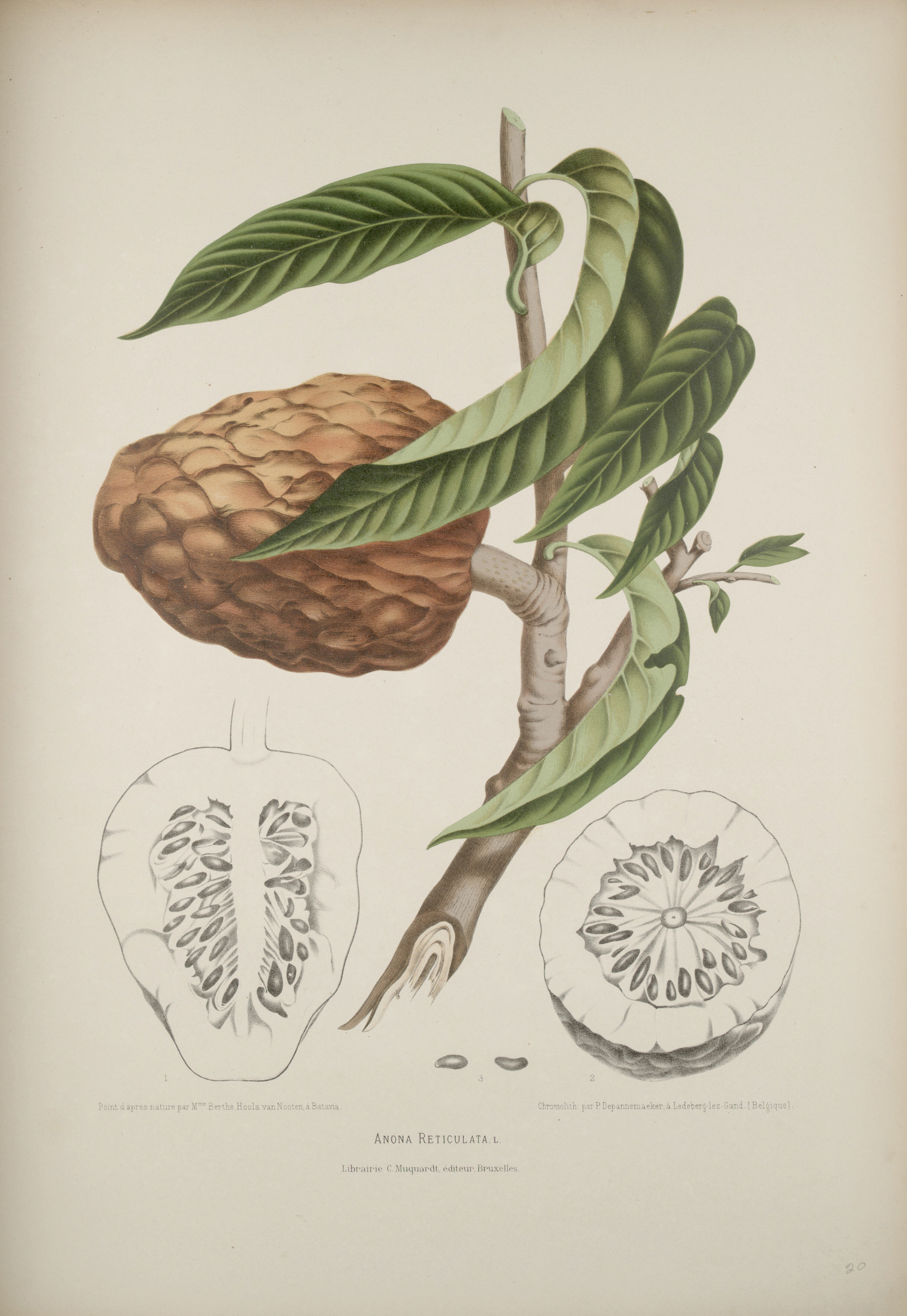
Illustration der Netzannone (Annona reticulata)

### Erscheinungsbild und Laubblätter
Annona-Arten wachsen als immergrüne bis laubabwerfende Bäume oder Sträucher. Oft werden Pfahlwurzeln gebildet und manche Arten bilden als ausgewachsene Bäume Brettwurzeln. Die steifen Zweige sind schlank und stielrund. Die Lentizellen sind erhaben. Die wechselständig an den Zweigen angeordneten Laubblätter sind gestielt. Die ledrige oder häutige, einfache Blattspreite ist kahl oder flaumig behaart. Nebenblätter fehlen.

### Blüten
Die meisten Arten sind vorweiblich protogyn. Die Blüten stehen einzeln oder in Bündeln an Blütenstandsschäften, die Hochblätter besitzen. Die zwittrigen, meist drei-, selten vierzähligen Blüten besitzen einen intensiven, fruchtreichen Geruch. Der emporgehobene Blütenboden (Rezeptakulum) ist konvex bis mehr oder weniger kugelig oder länglich. Die meist drei, selten vier Kelchblätter fallen früh ab und sind kleiner als die Kronblätter. Es sind zwei Kreise mit je meist drei, selten vier meist fleischigen Kronblättern vorhanden. Die inneren Kronblätter sind meist reduziert. Es sind viele Staubblätter und viele oberständige Stempel vorhanden.

### Früchte und Samen
Die eiförmigen bis fast kugeligen, fleischigen Sammelfrüchte (Synkarp) bestehen aus Beeren und haben eine sehr variable Oberfläche mit einer festen Fruchtschale, die bei einigen Arten mit weichen Stacheln, die aus den Griffeln entstehen, versehen ist. Die Samen sind eiförmig bis ellipsoid, bohnenförmig mit harter Samenschale. Die Samen besitzen manchmal einen Arillus.

### Chromosomenzahl
Die Chromosomengrundzahl beträgt x = 7.

## Systematik

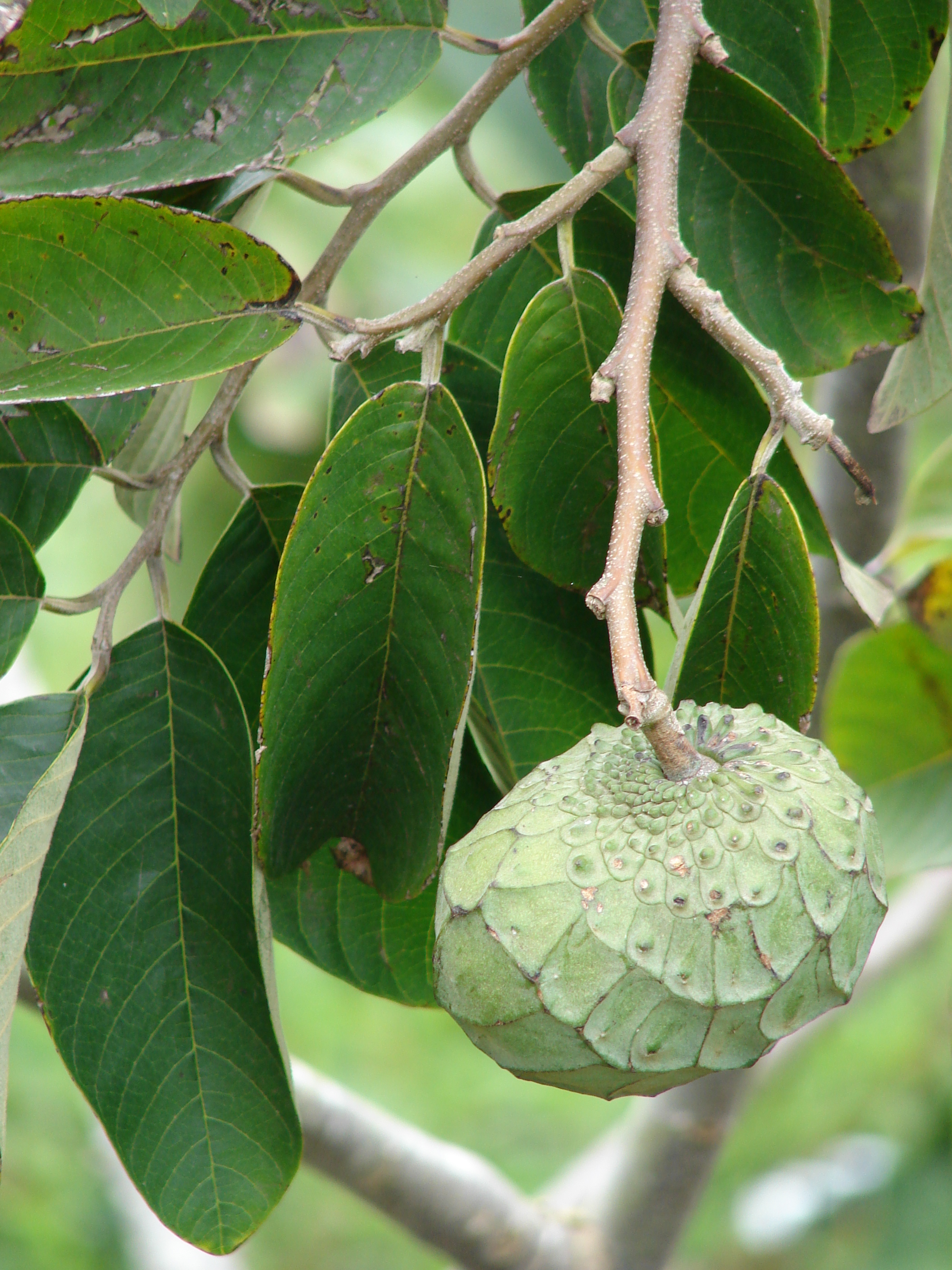
Cherimoya (Annona cherimola)

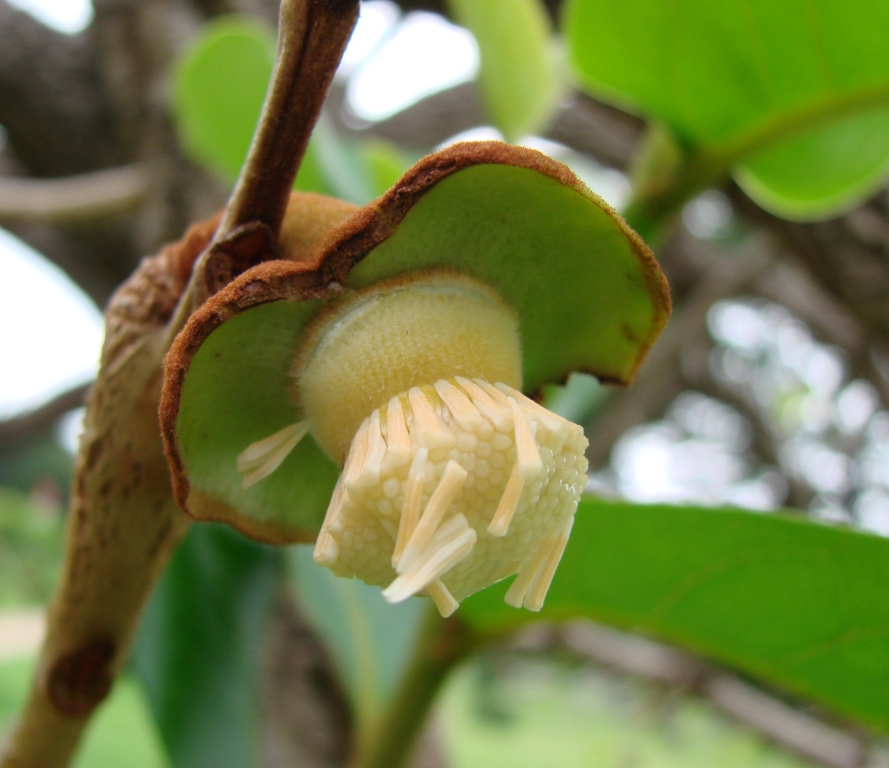
Annona crassiflora

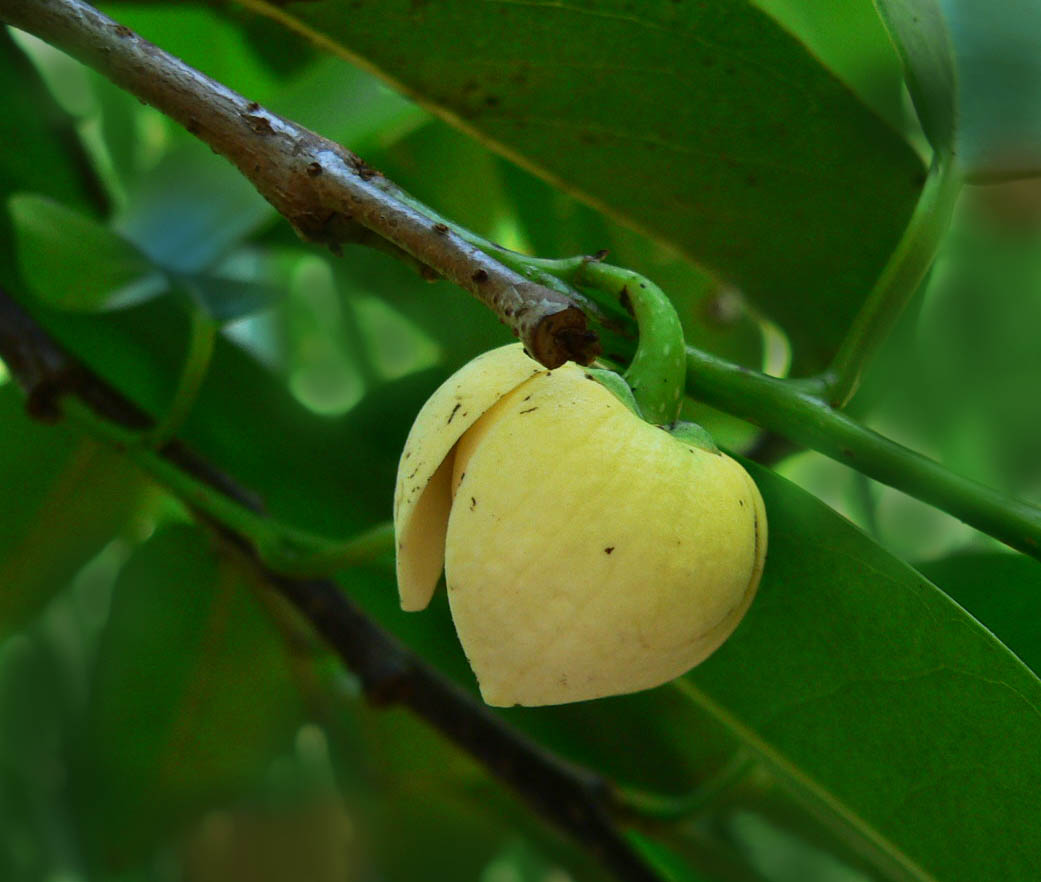
Wasserapfel (Annona glabra)

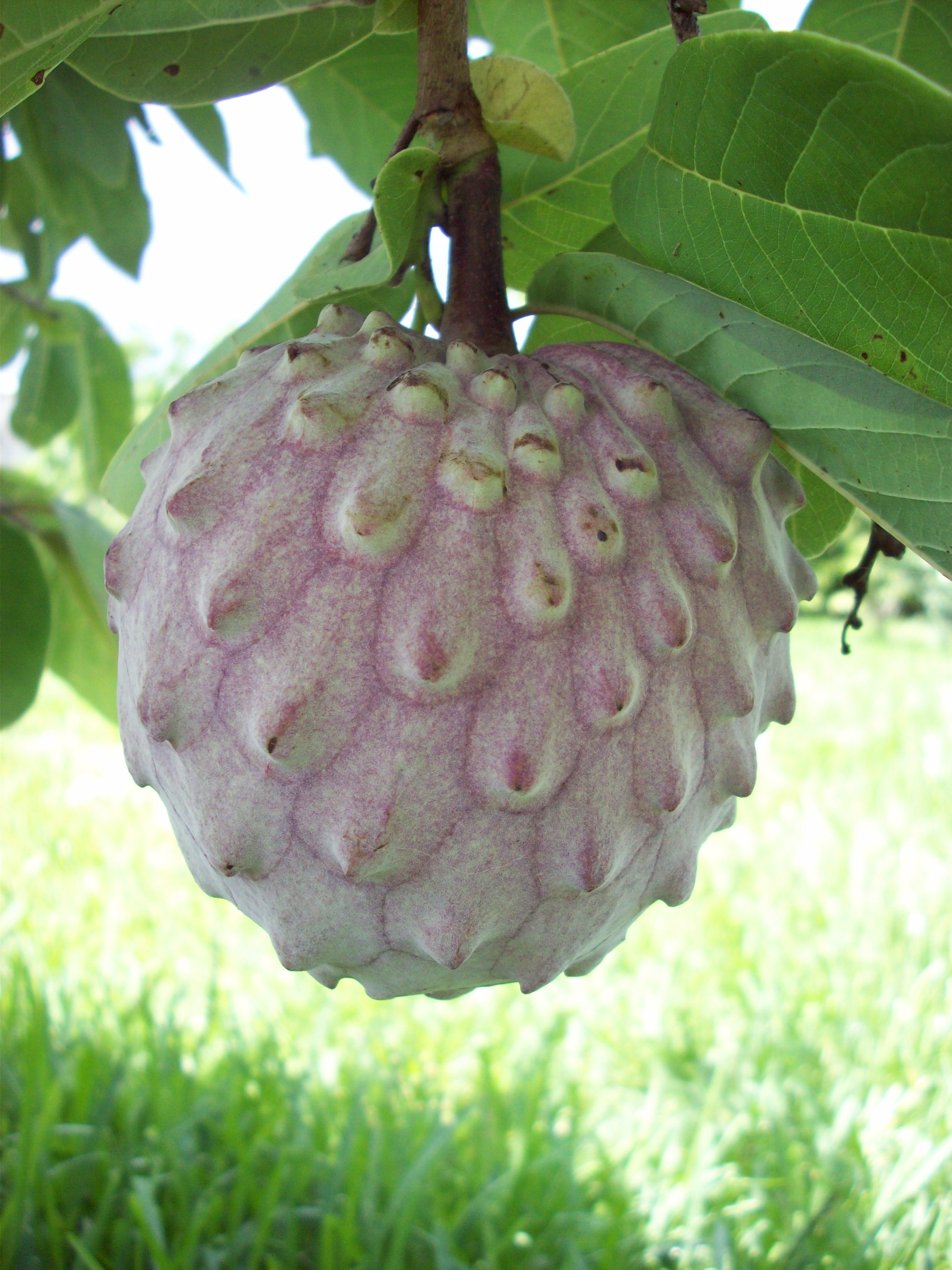
Ilama (Annona macroprophyllata)

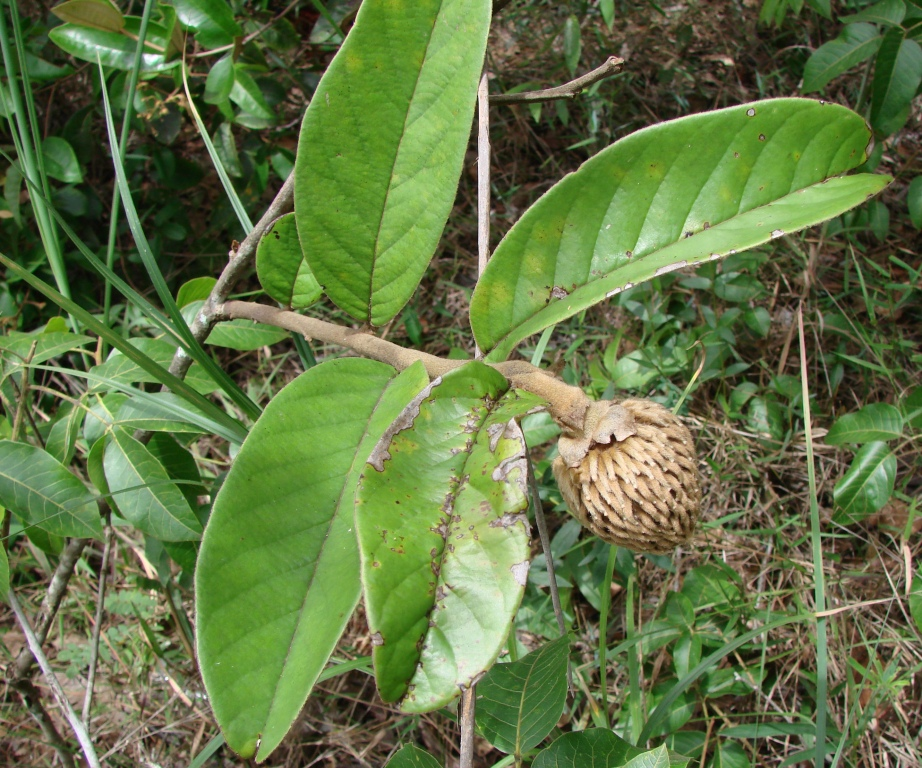
Annona monticola

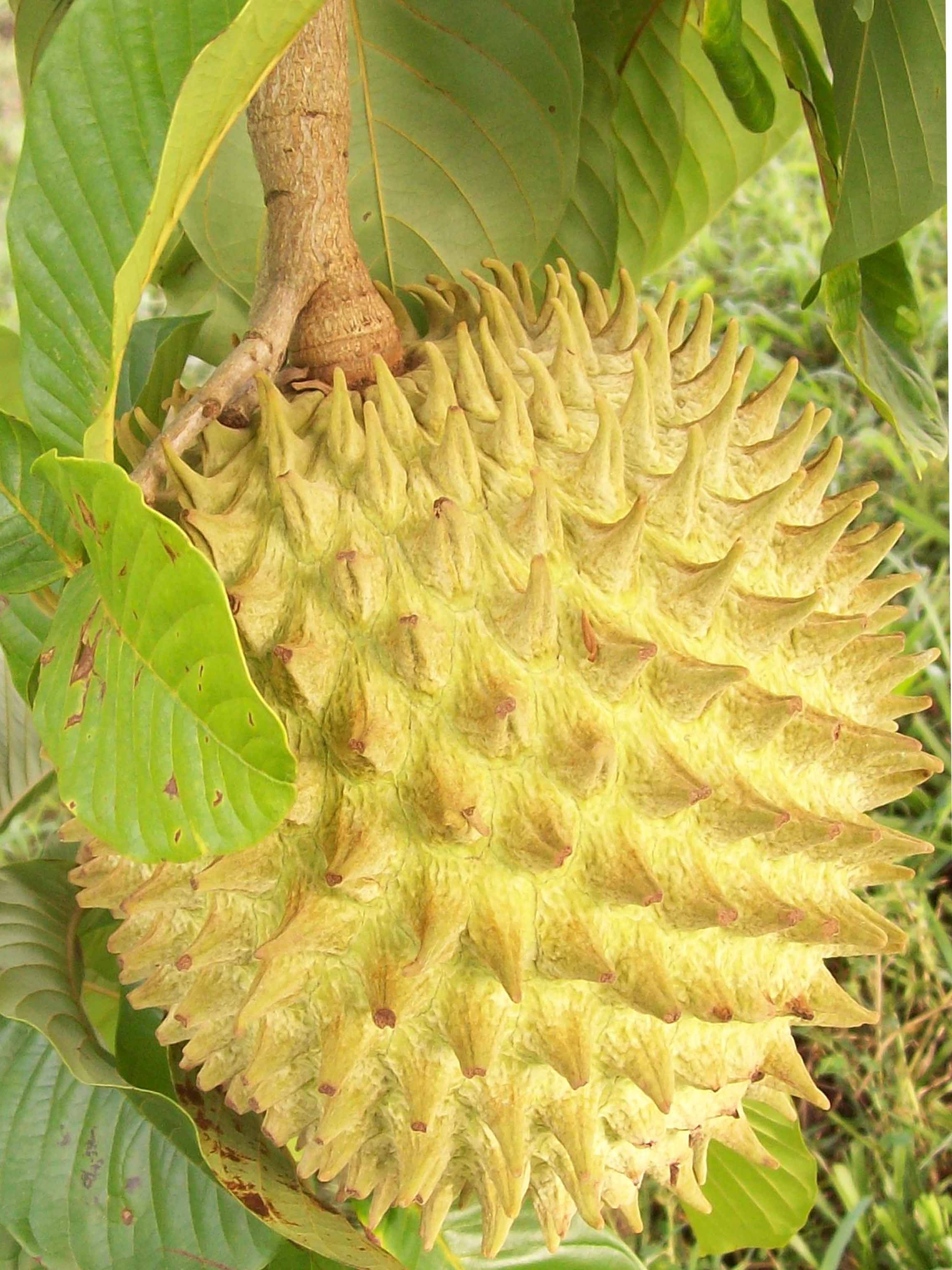
Schleimapfel (Annona mucosa)

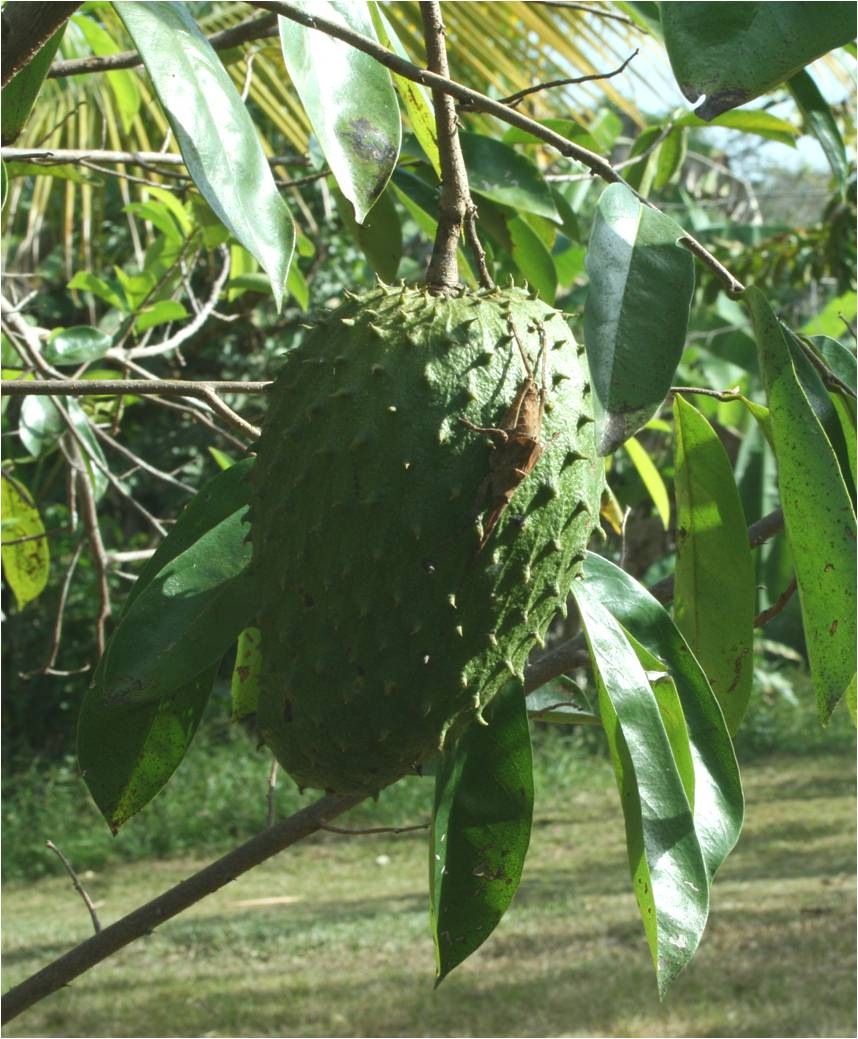
Stachel-Annone (Annona muricata)

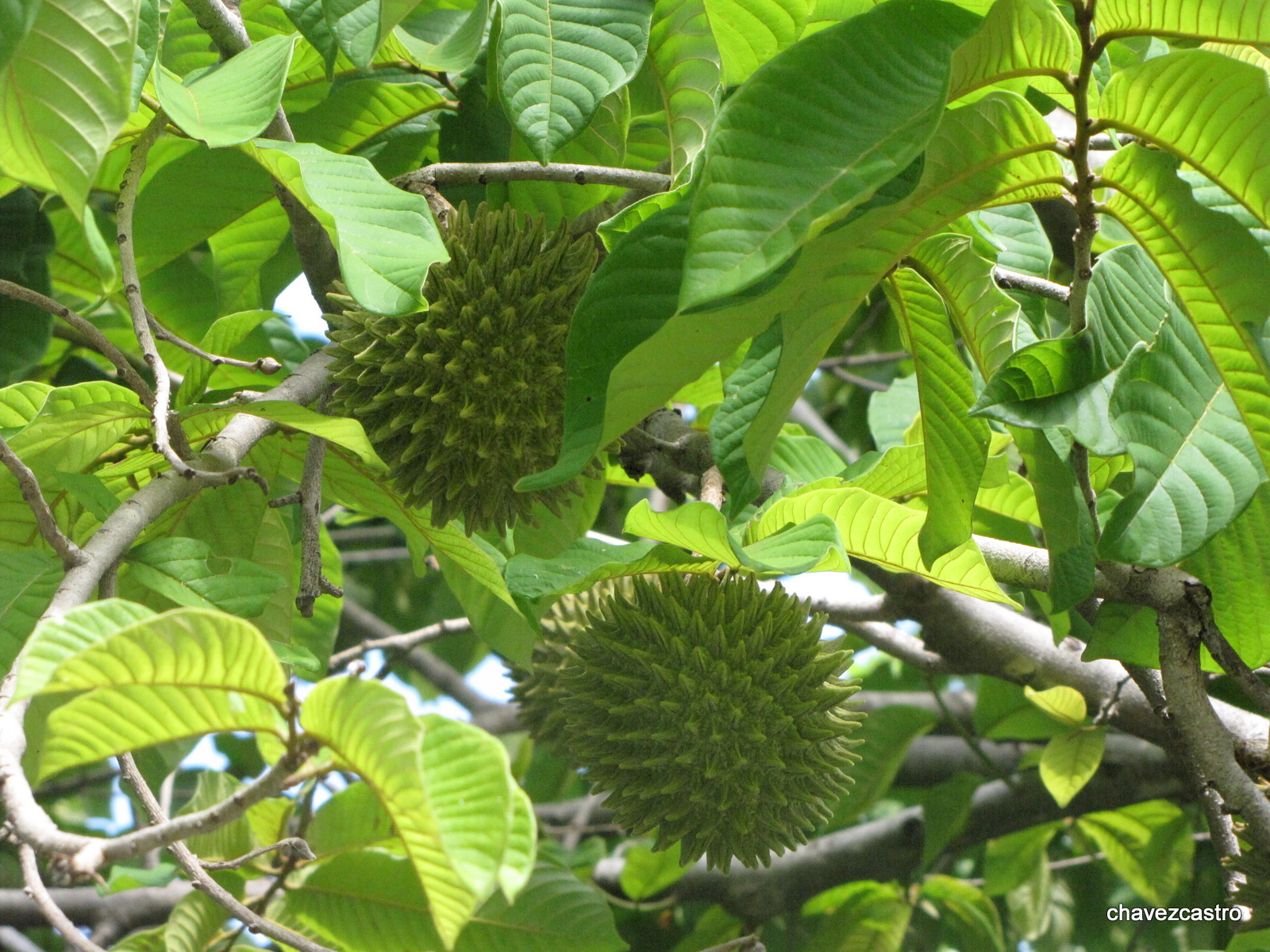
Annona purpurea

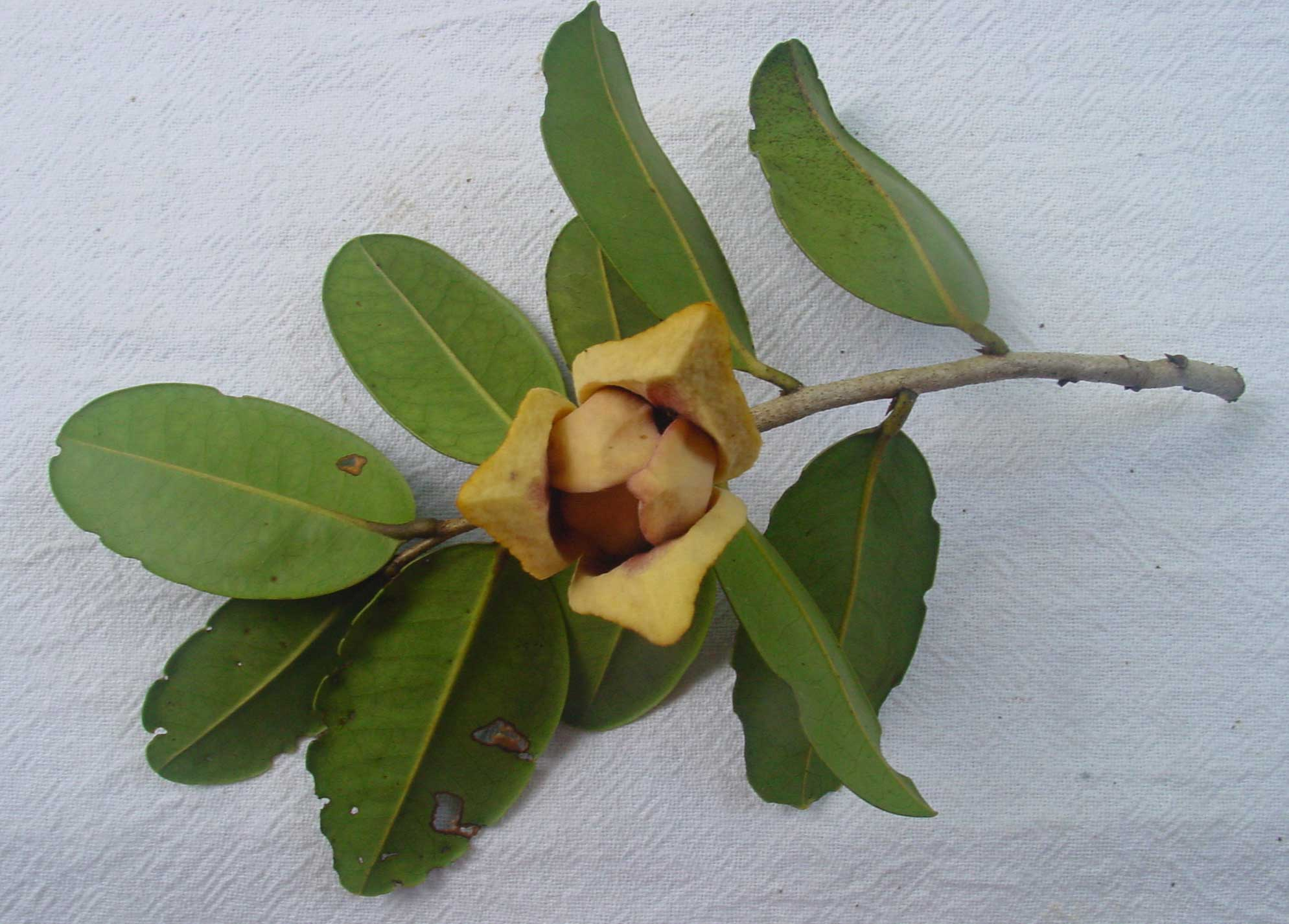
Annona salzmannii

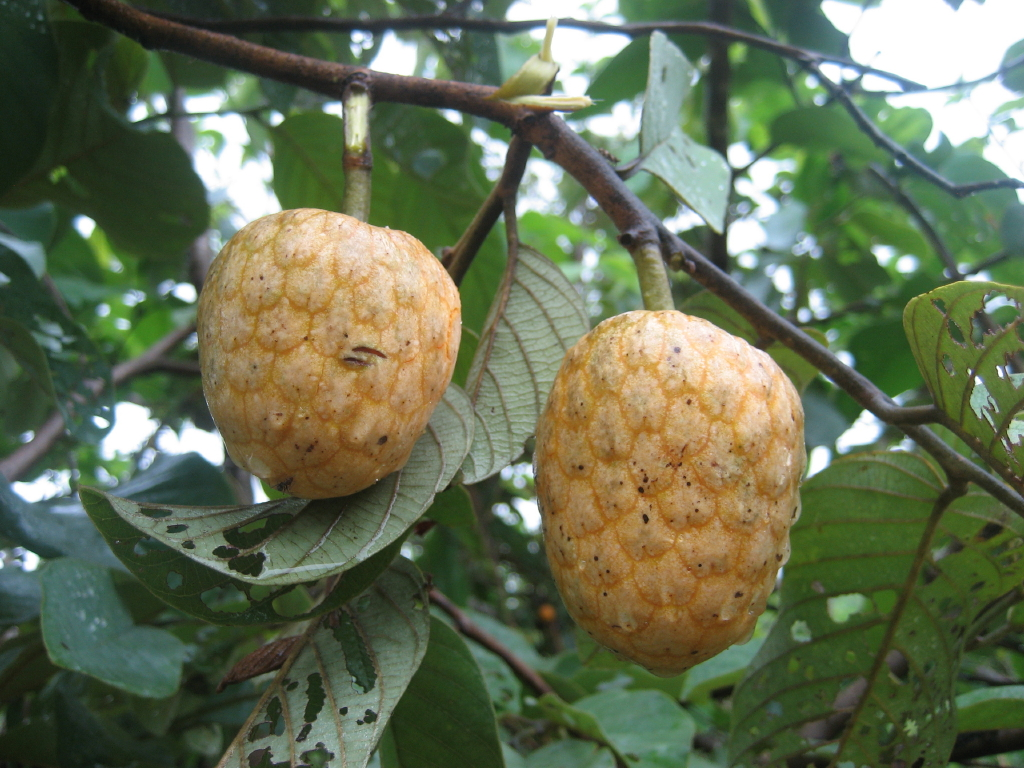
Annona senegalensis

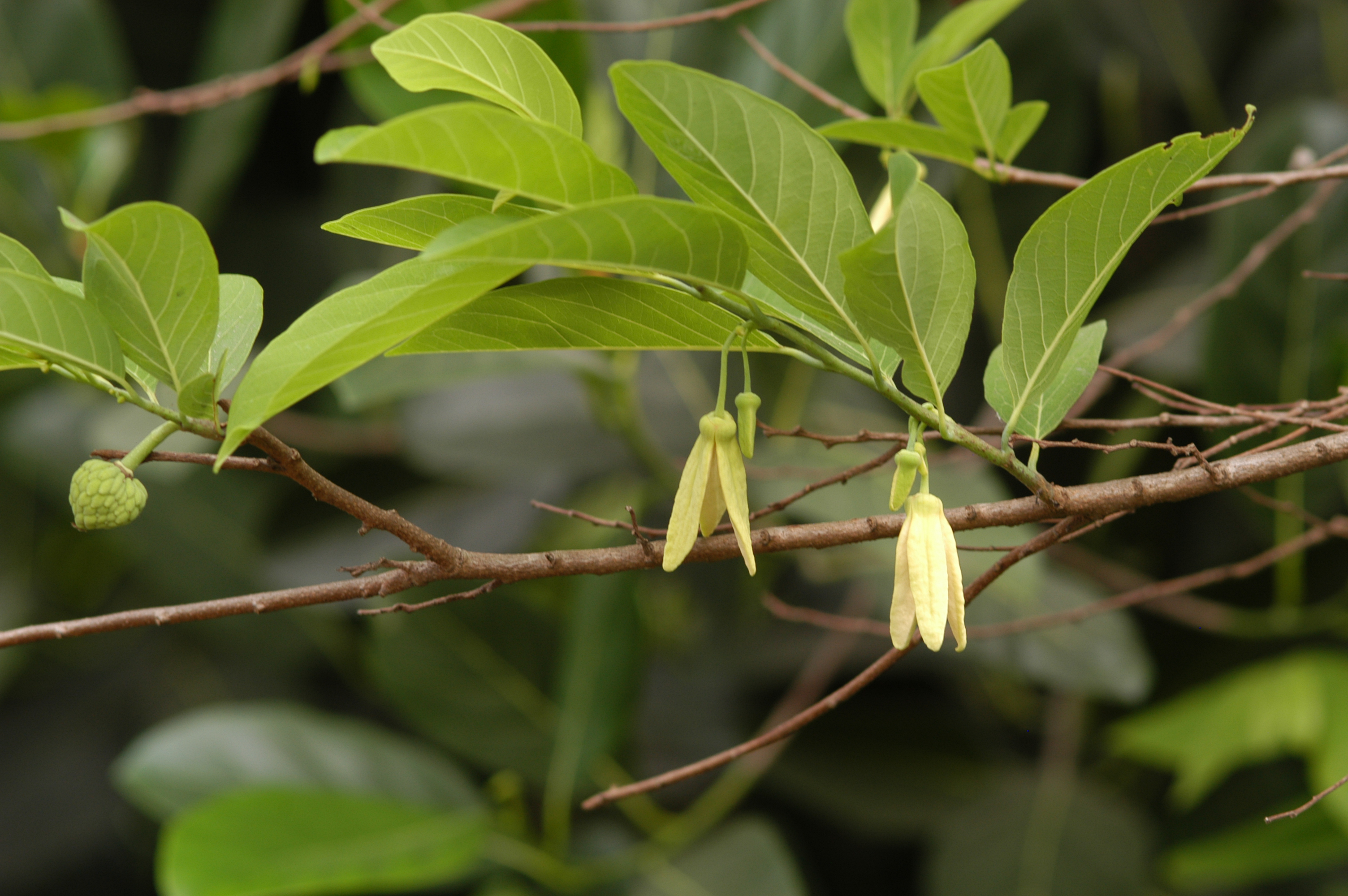
Zimtapfel (Annona squamosa)

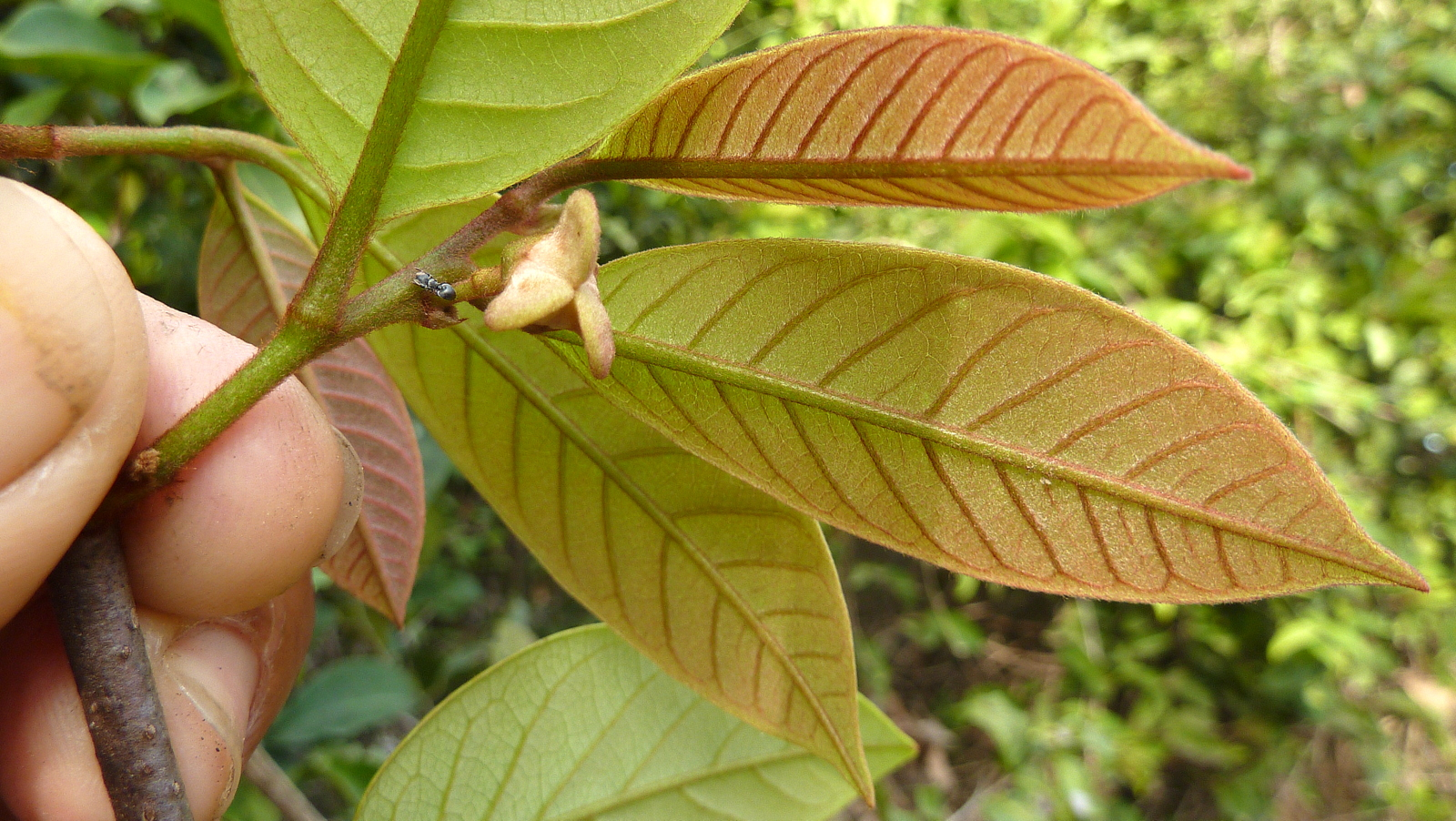
Annona sylvatica

Die Gattung Annona wurde 1753 durch Carl von Linné in Species Plantarum, 1, S. 536–537 aufgestellt. Als Lectotypus wurde 1911 Annona muricata L. von J. Wash. Safford in Acad. Sci., 1, S. 119 festgelegt. Eine wichtige Bearbeitung der Gattung erfolgte 1914 durch William Edwin Safford in Classification of the genus Annona, with descriptions of new and imperfectly known species, Contr. U.S. Natl. Herb., 18, I-IX, S. 1–68. Synonyme für Annona L. sind: Guanabanus Mill., Raimondia Saff., Rollinia A. St.-Hil., Rolliniopsis Saff.
Es gibt etwa 175 Annona-Arten:
- Annona acuminata Saff.
- Annona acutiflora Mart.
- Annona acutifolia Saff. ex R.E.Fr.
- Annona amazonica R.E.Fr.
- Annona ambotay Aubl.; Heimat: Südamerika[5]
- Annona andicola (Maas & Westra) H.Rainer
- Annona angustifolia Huber
- Annona annonoides (R.E.Fr.) Maas & Westra
- Annona asplundiana R.E.Fr.
- Annona atabapensis Kunth
- Annona aurantiaca Barb. Rodr.; Heimat: Brasilien[5]
- Annona bahiensis (Maas & Westra) H.Rainer
- Annona bicolor Urb.
- Annona billbergii R.E.Fr.
- Annona boliviana (R.E.Fr.) H.Rainer
- Annona bullata A.Rich.; Heimat: Kuba[5]
- Annona burchellii R.E.Fr.
- Annona cacans Warm. (Syn.: Annona amambayensis Hassl. ex R.E.Fr.); Heimat: Brasilien und Paraguay[5]
- Annona calcarata (R.E.Fr.) H.Rainer
- Annona calophylla R.E.Fr.; Heimat: Paraguay[5]
- Annona campestris R.E.Fr.; Heimat: Paraguay[5]
- Annona cascarilloides Griseb.
- Annona centrantha (R.E.Fr.) H.Rainer
- Annona cercocarpa Saff.
- Cherimoya (Annona cherimola Mill.) (Syn.: Annona pubescens Salisb., Annona tripetala Aiton); Heimat: Ecuador, Peru, wird weltweit kultiviert
- Annona cordifolia (Szyszyl.) Poepp. ex Maas & Westra
- Annona coriacea Mart.; Heimat: Brasilien, Paraguay[5]
- Annona cornifolia A.St.-Hil.; Heimat: Brasilien, Bolivien[5]
- Annona crassiflora Mart.; Heimat: Brasilien, Paraguay[5][6]
- Annona crassivenia Saff.
- Annona cristalensis (Alain) Borhidi & Moncada
- Annona crotonifolia Mart.; Heimat: Brasilien, Paraguay[5]
- Annona cubensis R.E.Fr.
- Annona cuspidata (Mart.) H.Rainer
- Annona danforthii (Standl.) H.Rainer
- Annona deceptrix (Westra) H.Rainer
- Annona deminuta R.E.Fr.
- Annona densicoma Mart.; Heimat: Brasilien[5]
- Annona dioica A.St.-Hil.; Heimat: Brasilien, Bolivien, Paraguay[5]
- Annona dolabripetala Raddi (Syn.: Rollinia dolabripetala (Raddi) R.E.Fr., Rollinia longifolia A.St.-Hil.); Heimat: Brasilien[5]
- Annona dolichopetala (R.E.Fr.) H.Rainer
- Annona dolichophylla R.E.Fr.
- Annona domingensis R.E.Fr.
- Annona duckei Diels
- Annona dumetorum R.E.Fr.
- Annona echinata Dunal; Heimat: Französisch-Guayana, Suriname[5]
- Annona ecuadorensis R.E.Fr.
- Annona edulis (Triana & Planch.) H.Rainer
- Annona ekmanii R.E.Fr.
- Annona elliptica R.E.Fr.
- Annona emarginata (Schltdl.) H.Rainer (Syn.: Rollinia emarginata Schltdl., Rollinia glaucescens Sond.); Heimat: Südamerika[5]
- Annona excellens R.E.Fr.; Heimat: Bolivien, Peru, vermutlich auch Brasilien[5]
- Annona fendleri (R.E.Fr.) H.Rainer
- Annona ferruginea (R.E.Fr.) H.Rainer
- Annona foetida Mart.
- Annona fosteri (Maas & Westra) H.Rainer
- Annona frutescens R.E.Fr.
- Annona gardneri R.E.Fr.
- Annona gigantophylla (R.E.Fr.) R.E.Fr.
- Wasserapfel (Annona glabra L.; Syn.: Annona humboldtiana Kunth, Annona humboldtii Dunal, Annona palustris L.); Heimat: Südflorida, tropisches Amerika und Westafrika
- Annona glauca Schumach. & Thonn.
- Annona glaucophylla R.E.Fr.; Heimat: Brasilien, Paraguay[5]
- Annona globiflora Schltdl.
- Annona glomerulifera (Maas & Westra) H.Rainer
- Annona gracilis R.E.Fr.
- Annona haematantha Miq.; Heimat: nördliches Südamerika[5]
- Annona haitiensis R.E.Fr.
- Annona havanensis R.E.Fr.
- Annona hayesii Saff. ex Standl.; Heimat: Panama[5]
- Annona helosioides (Maas & Westra) H.Rainer
- Annona herzogii (R.E.Fr.) H.Rainer (Syn.: Rollinia herzogii R.E.Fr.); Heimat: Bolivien, Peru[5]
- Annona hispida (Maas & Westra) H.Rainer
- Annona holosericea Saff.
- Annona humilis Benth.
- Annona hypoglauca Mart.; Heimat: Südamerika[5]
- Annona hystricoides A.H.Gentry
- Annona impressivenia Saff. ex R.E.Fr.
- Annona inconformis Pittier
- Annona insignis R.E.Fr.
- Annona ionophylla Triana & Planch.
- Annona iquitensis R.E.Fr.
- Annona jahnii Saff.; Heimat: Venezuela, Kolumbien[5]
- Annona jamaicensis Sprague
- Annona jucunda (Diels) H.Rainer
- Annona leptopetala (R.E.Fr.) H.Rainer (Syn.: Rollinia leptopetala R.E.Fr., Rolliniopsis discreta Saff.); Heimat: Brasilien[5]
- Annona liebmanniana Baill.v (Syn.: Annona scleroderma Saff., Annona testudinea Saff.); Heimat: Mexiko, Belize, Guatemala, Honduras[5]
- Annona longiflora S.Watson; Heimat: Mexiko[5]
- Annona longipes Saff.; Heimat: Mexiko[5]
- Annona macrocalyx R.E.Fr.; Heimat: Peru und Brasilien[5]
- Ilama (Annona macroprophyllata Donn.Sm., Syn.: Annona diversifolia Saff.); Heimat: Mexiko, Mittelamerika
- Annona malmeana R.E.Fr.; Heimat: Brasilien[5]
- Annona mammifera (Maas & Westra) H.Rainer
- Annona manabiensis Saff. ex R.E.Fr.
- Annona maritima (Záchia) H.Rainer
- Annona membranacea R.E.Fr.
- Annona micrantha Bertero ex Spreng.
- Annona moaensis León & Alain
- Schleimapfel (Annona montana Macfad.; Syn.: Annona marcgravii Mart.); Heimat: Mittelamerika, Westindien und Südamerika[5]
- Annona monticola Mart.; Heimat: Brasilien, Bolivien[5]
- Annona mucosa Jacq. (Syn.: Rollinia deliciosa Saff., Rollinia jimenezii Saff., Rollinia mucosa (Jacq.) Baill., Rollinia orthopetala A.DC., Rollinia pulchrinervia A.DC., Rollinia sieberi A.DC.); Heimat: Mexiko, Mittel- und Südamerika[5]
- Stachelannone, Stachliger Rahmapfel oder Sauersack (Annona muricata L., Syn.: Annona macrocarpa auct.); Heimat: Mexiko, Mittelamerika, Westindien, tropisches Südamerika
- Annona nanofruticosa Herzog
- Annona neglecta R.E.Fr.
- Annona neoamazonica H.Rainer
- Annona neochrysocarpa H.Rainer
- Annona neoecuadoarensis H.Rainer
- Annona neoelliptica H.Rainer & Maas
- Annona neoinsignis H.Rainer
- Annona neolaurifolia H.Rainer (Syn.: Rollinia laurifolia Schltdl.); Heimat: Brasilien[5]
- Annona neosalicifolia H.Rainer
- Annona neosericea H.Rainer
- Annona neoulei H.Rainer
- Annona neovelutina H.Rainer
- Annona nipensis Alain
- Annona nitida Mart.
- Annona nutans (R.E.Fr.) R.E.Fr. (Syn.: Annona spinescens var. nutans R.E.Fr.); Heimat: Brasilien, Bolivien, Argentinien und Paraguay[5]
- Annona oblongifolia R.E.Fr.
- Annona oligocarpa R.E.Fr.
- Annona pachyantha (Maas & Westra) H.Rainer
- Annona palmeri Saff.
- Annona paludosa Aubl.; Heimat: Brasilien und das nördliche Südamerika[5]
- Annona papilionella (Diels) H.Rainer
- Annona paraensis R.E.Fr.
- Annona paraguayensis R.E.Fr.; Heimat: Paraguay[5]
- Annona parviflora (A.St.-Hil.) H.Rainer (Syn.: Rollinia parviflora A.St.-Hil., Rolliniopsis parviflora (A.St.-Hil.) Saff.); Heimat: Brasilien[5]
- Annona peduncularis Steud.
- Annona phaeoclados Mart.
- Annona pickelii (Diels) H.Rainer
- Annona pittieri Donn.Sm.
- Annona poeppigii (Mart.) Maas & Westra
- Annona praetermissa Rendle
- Annona prevostiae H.Rainer
- Annona primigenia Standl. & Steyerm. (Syn.: Annona reticulata var. primigenia (Standl. & Steyerm.) Lundell); Heimat: Mexiko, Belize, Guatemala[5]
- Annona pruinosa Schatz
- Annona punicifolia Triana & Planch.
- Annona purpurea Moc. & Sessé ex Dunal (Syn.: Annona involucrata Baill.); Heimat: Südmexiko, Mittelamerika, Westindien und Venezuela[5]
- Annona rensoniana (Standl.) H.Rainer
- Netzannone, Netzapfel oder Ochsenherz (Annona reticulata L., Syn.: Annona lutescens Saff.); Heimat: Mexiko, Mittelamerika und Westindien
- Annona rigida R.E.Fr.
- Annona rosei Saff.
- Annona rufinervis (Triana & Planch.) H.Rainer
- Annona rugulosa (Schltdl.) H.Rainer
- Annona saffordiana R.E.Fr.
- Annona salicifolia Ekman & R.E.Fr.
- Annona salzmannii A.DC.; Heimat: Brasilien[5]
- Annona sanctae-crucis S.Moore
- Annona scandens Diels ex Pilg.
- Annona schunkei (Maas & Westra) H.Rainer
- Annona scleroderma Saff.
- Annona sclerophylla Saff.
- Annona senegalensis Pers.; Heimat: Afrika, Madagaskar und die Komoren[5]
- Annona sericea Dunal; Heimat: Südamerika[5]
- Annona spinescens Mart.; Heimat: Brasilien[5]
- Annona spraguei Saff.; Heimat: Panama, Kolumbien[5]
- Zimtapfel oder Süßsack (Annona squamosa L., Syn.: Annona asiatica L.); Heimat: Mittelamerika und Westindien
- Annona stenophylla Engl. & Diels
- Annona sylvatica A.St.-Hil. (Syn.: Rollinia sylvatica (A.St.-Hil.) Mart.); Heimat: Brasilien[5]
- Annona symphyocarpa Sandwith
- Annona tenuiflora Mart.
- Annona tenuipes R.E.Fr.
- Annona tomentosa R.E.Fr.; Heimat: Brasilien[5]
- Annona trinitensis Saff.
- Annona ubatubensis (Maas & Westra) H.Rainer
- Annona ulei R.E.Fr.
- Annona urbaniana R.E.Fr.
- Annona vepretorum Mart.; Heimat: Brasilien[5]
- Annona volubilis Lundell; Heimat: Guatemala[5]
- Annona warmingiana Mello-Silva & Pirani
- Annona williamsii (Rusby ex R.E.Fr.) H.Rainer

Hybriden:

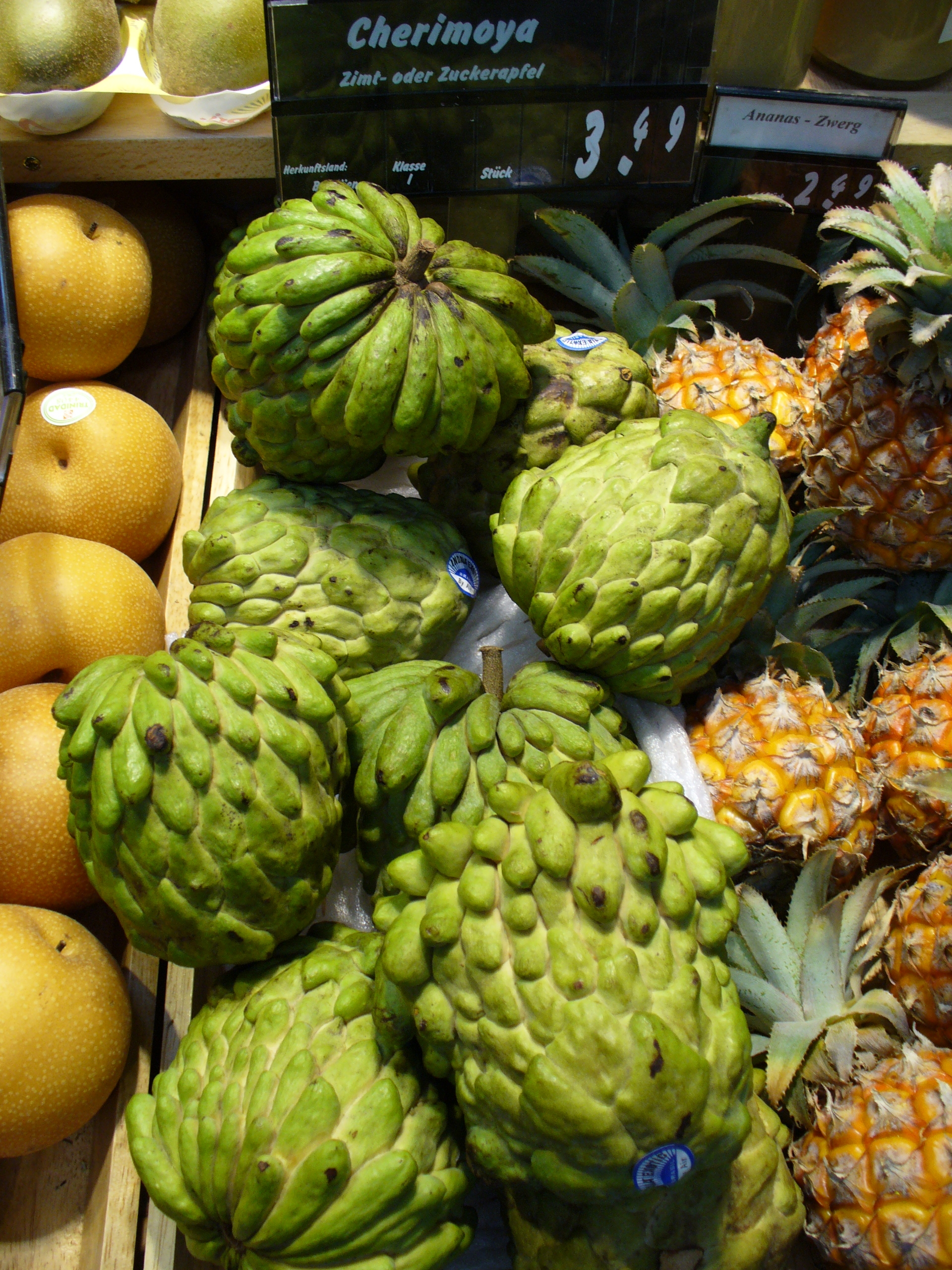
Atemoya, eine Kreuzung von Cherimoya und Zimtapfel

- Atemoya (Annona × atemoya Mabb. = Cherimoya (Annona cherimola) × Zimtapfel (Annona squamosa))

## Verwendung
Die Früchte werden roh gegessen oder zu Getränken und Speiseeis verarbeitet.
Die Kerne der Annonafrucht werden in Sri Lanka von Kindern zu einem Spiel in der Art des Englisch Fußball verwendet.
Aus allen Teilen der Pflanze können Acetogenine isoliert werden. Diese Stoffklasse zeichnet sich durch ihre insektizide und anti-tumorale Wirkung aus.
Die Blätter von Annona senegalensis werden in Westafrika zur Linderung von Insektenstichen verwendet.

## Toxikologie
Das in Guanábana (Stachelannone) enthaltene Nervengift Annonacin scheint die Ursache für eine neurodegenerative Krankheit zu sein, die nur auf der karibischen Inselgruppe Guadeloupe vorkommt und vermutlich mit dem Verzehr von annonacinhaltigen Pflanzen zusammenhängt. Es handelt sich dabei um eine so genannte Tauopathie, die mit einer pathologischen Anreicherung des Tau-Proteins im Gehirn verbunden ist. Experimentelle Ergebnisse belegen erstmals, dass für diese Akkumulation tatsächlich das pflanzliche Nervengift Annonacin verantwortlich ist.